# Heather Bown
Pour les articles homonymes, voir Bown.
Heather Bown est une ancienne joueuse de volley-ball américaine née le 29 novembre 1978 à Yorba Linda (Californie). Elle mesure 1,88 m et jouait au poste de centrale. Elle a totalisé 299 sélections en équipe des États-Unis.

## Biographie
Avec l'équipe des États-Unis de volley-ball féminin, elle est médaillée d'argent olympique en 2008 à Pékin.

## Clubs
| Club                  | De        | À         |
| --------------------- | --------- | --------- |
| UCSB Gauchos          | 1996-1997 | 1996-1997 |
| Hawaii Rainbow Wahine | 1998-1999 | 1998-1999 |
| Teodora Ravenne       | 2000-2001 | 2001-2002 |
| Volley Bergame        | 2002-2003 | 2002-2003 |
| Volley Modène         | 2003-2004 | 2003-2004 |
| Santeramo Sport       | 2004-2005 | 2004-2005 |
| Airone Tortolì        | 2005-2006 | 2005-2006 |
| GP Jesi               | 2006-2007 | 2009-2010 |
| Eczacibasi Istanbul   | 2010-2011 | 2010-2011 |
| Azerrail Bakou        | 2011-2012 | 2011-2012 |
| Dinamo Kazan          | 2012-2013 | 2012-2013 |
| Shanghai Volleyball   | 2013-2014 | 2013-2014 |

## Palmarès

### Équipe nationale
- Jeux olympiques
  -  2008 à Pékin.
- Championnat du monde
  - Finaliste : 2002
- Grand Prix 
  - Vainqueur : 2001, 2010, 2011, 2012.
- Coupe du monde
  - Finaliste : 2011.
- Championnat d'Amérique du Nord
  - Vainqueur : 2001, 2003, 2011.
  - Finaliste: 2007.
- Coupe panaméricaine
  - Vainqueur : 2003.

### Clubs
- Challenge Cup
  - Vainqueur : 2009.
- Coupe de Turquie
  - Vainqueur : 2011.
- Coupe de Russie
  - Vainqueur : 2012.
- Championnat de Russie
  - Vainqueur : 2013.

### Distinctions individuelles
- Championnat d'Amérique du Nord de volley-ball féminin 2001: Meilleure attaquante.
- Challenge Cup féminine 2008-2009: Meilleure contreuse.